# آغيوس ديمتريوس
آغيوس ديمتريوس: (باليونانية: Άγιος Δημήτριος)، (بالإنجليزية: Agios Dimitrios)، مدينة يونانية تقع في وسط جنوب البلاد ضمن منطقة أتيكا الإدارية، وهي إحدى ضواحي مدينة أثينا من الجهة الجنوبية.

## الموقع، السكان ،التسمية
تبعد البلدية مسافة 5 كيلومتر عن مركز مدينة أثينا، وهي تقع بين ضاحيتي نيا سميرني من الغرب، وإيليوبولي من الشرق، ومن الجنوب تحدها ضاحيتي أليموس وباليو فاليرو.
إدارياً تتبع البلدية مقاطعة جنوب أثينا، أحد مقاطعات منطقة اتيكا الإدارية.
يعني اسمها في اللغة اليونانية (القديس ديمتريوس)، ويبلغ عدد سكانها حوالي 66,000 نسمة.

## متفرقات
- كانت الأراضي المقامة فوقها المدينة عبارة عن مزارع مختلطة، وهي ذات طبيعة تلية حيث كانت تعرف سابقاً باسم براهامي (Brahami).
- بدء النمو العمراني للمدينة في عشرينيات وثلاثينيات القرن الماضي.
- تتميز البلدية بأحياءها السكنية، مع وجود منطقة للأعمال والصناعات على طول جادة فولياغمينيس.
- هي آخر مدينة ضمن نطاق مترو أثينا (الخط 2) من جهة الجنوب، حيث توجد ضمنها المحطة الأخيرة.
- أهم نادي رياضي في المدينة هو أغيوس ديمتريوس أف سي، ويلعب في الدرجة الثالثة لكرة القدم.

## توأمة
لآغيوس ديمتريوس اتفاقيات توأمة مع كل من:
- بوزاو
- بوتسوولي

## أعلام
- نيكوس لياكوبولوس